# Britiske Jomfruøers fodboldforbund
British Virgin Islands Football Association er det styrende organ for fodbold på Britiske Jomfruøer.